# Wahrnehmungsspiele
Wahrnehmungsspiele ist die Gattungsbezeichnung der Spielwissenschaft für eine Gruppe von Spielen, denen die Inanspruchnahme der verschiedenen Sinnesfunktionen für spielerische Tätigkeiten gemeinsam ist. Als solche gelten nicht nur Spiele, die das Sehen, Hören, Riechen, Schmecken und Tasten in den Mittelpunkt des Spielgeschehens stellen, sondern auch solche, die den Muskel- und Bewegungssinn, also die Kinästhetik, oder das soziale Gefüge der Partnerwahrnehmung betreffen. Die singulare Wortverwendung „Wahrnehmungsspiel“ bezeichnet ein einzelnes Spiel dieser sehr umfangreichen Kategorie des Spielens.

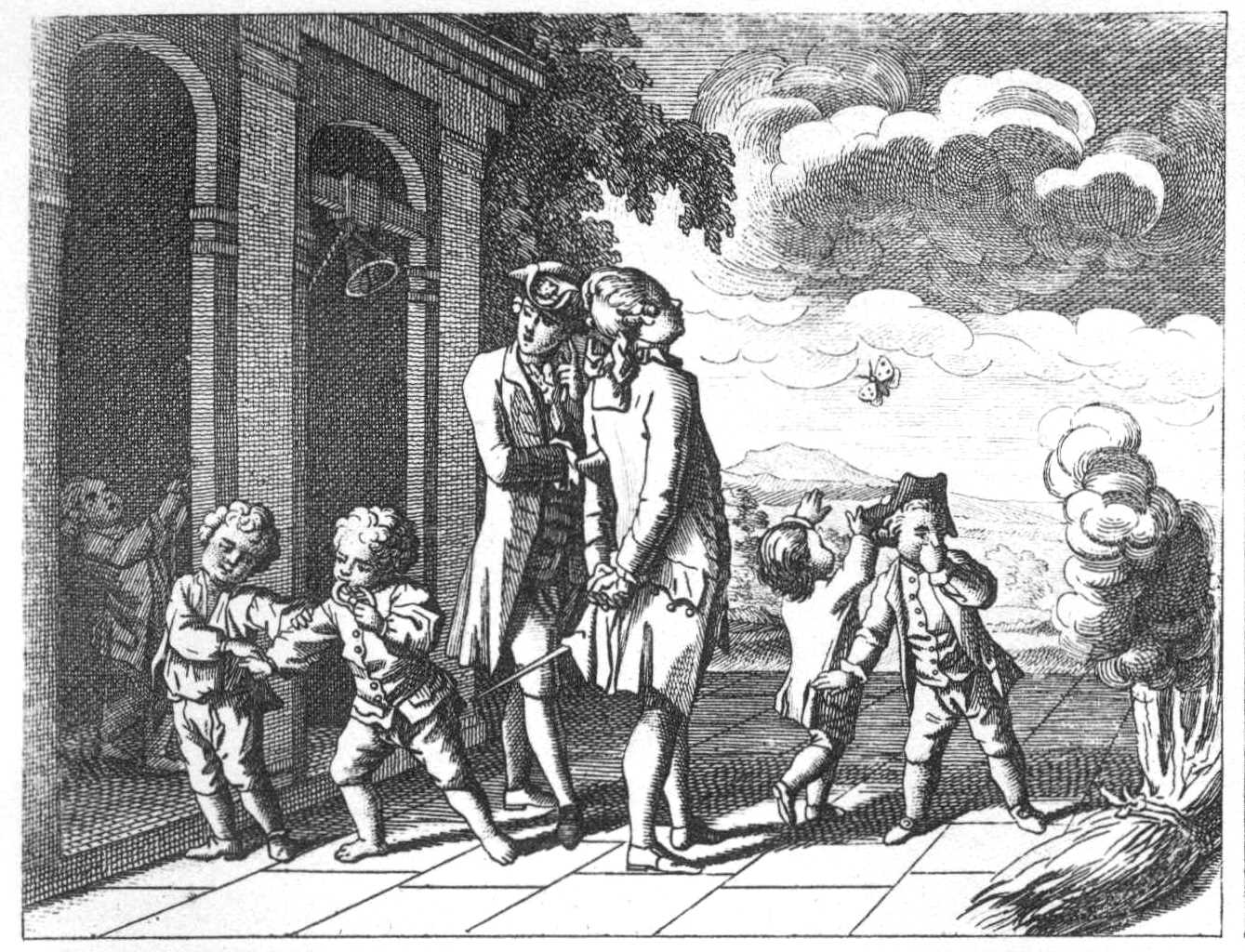
Spiel mit den fünf Sinnen, Kupfertafel von Daniel Chodowiecki 1774

## Spielgedanke
Der Spielgedanke nutzt die Sinnesorgane Augen, Ohren, Nase, Zunge, Haut, Bewegungsapparat, um mit ihnen ein Spielgeschehen zu inszenieren. Wahrnehmungsspiele sind zunächst reine Funktionsspiele, die lediglich darauf abzielen, einen Sinnesgenuss aus den Reizen des Wahrgenommenen zu erzielen. Alleinige, bereits ausreichende Motivation ist die sogenannte Funktionslust. Das lustvolle Erlebnis des bewirkten Effekts tendiert dabei zur Wiederholung. Schon Kinder spielen mit den Geräuschen, die sich im schallenden Badezimmer, in einem Tunnel, mit  einem Strohhalm, mit Knallerbsen oder anderen Gegenständen erzeugen lassen. Sie experimentieren mit angenehmen und unangenehmen Gerüchen und erfinden Signalzeichen für die geheime Kommunikation.
Anspruchsvoller wird der Spielgedanke, wenn er methodisch zu Lernzwecken eingesetzt oder sogar zur Ausgangsidee eines eigenen Spielentwurfs wird:
Das Lernspiel intendiert die Sensibilisierung der Sinnesfunktionen für neue Erkenntnisse. Dabei greift es auf bereits gemachte Erfahrungen zurück, die es abzurufen, zu deuten, einzuordnen, zu benennen und zu erweitern gilt. Das Spiel mit den Sinnen wird dabei für Lernprozesse instrumentalisiert. So gilt es z. B., Kräuter nach ihrem Geruch oder Geschmack zu identifizieren, Blätter dem jeweiligen Baum zuzuordnen, in einem Fühlparcours mit den bloßen Füßen den Untergrund zu erspüren oder sich mit verbundenen Augen Maße und Ausstattung eines Raums zu erarbeiten. Auch dieses Initiieren und Fördern von Lernprozessen über das Spiel ist eine legitime Sinngebung der Wahrnehmungsspiele.

## Spielformen
Die Gattung „Wahrnehmungsspiele“ umfasst einen weiten Komplex an Spielformen, der sich aus zahlreichen Unterformen bildet. Sie ergeben insgesamt eine Vielfalt an attraktiven Spielmöglichkeiten, die sich in speziellen Spielesammlungen für die unterschiedlichsten Zielsetzungen zusammengestellt finden:
- Die Visuellen Wahrnehmungsspiele bedienen sich des Gesichtssinnes und spielen dabei mit Formelementen und Farben, Lichtreizen, Räumlichkeiten und Bewegungen: Beliebte  Sehspiele nutzen Spiegel, auch Zerrspiegel aus verbogenen Folien, die zum Lachen und Raten einladen. Sie lassen die Blätter von Eiche, Buche, Platane, Birke und Linde oder die verschiedensten Blumen und Blüten miteinander vergleichen und wiedererkennen.

- Die Auditiven Wahrnehmungsspiele nehmen den Hörsinn zum Ausgangspunkt für Spiele mit Geräuschen, Tönen, Klangelementen, Melodien: Es gilt z. B., verschiedene Materialien wie Reis, Kies, Erbsen, Sand oder Wasser durch Schütteln und Geräuschproduktion der Behälter zu erkennen oder Vogelgezwitscher oder Straßengeräusche zu differenzieren.

- Die  Olfaktorischen Wahrnehmungsspiele nutzen das Riechorgan Nase zum Spielen: Dosen mit duftenden Objekten wie Kernseife, Zitrone, Pfefferminze, Basilikum oder anderen Kräutern locken zum spielerischen Vergleichen und richtigen Benennen der Geruchseindrücke.

- Die   Gustatorischen Wahrnehmungsspiele basieren auf dem Geschmackseindruck der Zunge: Der Geschmacksparcours lädt (bei verschlossener Nase) zum Erkunden ein, ob süß oder sauer, bitter oder undefinierbar, ob eine Lidschi, eine Kiwi, eine Feige, eine Waldbeere, Johannisbeere oder Himbeere die Geschmacksrichtung bestimmt.

- Die Haptischen Wahrnehmungsspiele beruhen auf der Reizaufnahme durch Berührungen mit der Körperoberfläche, der Haut: Das taktile Wahrnehmungsvermögen wird z. B. durch blindes Abtasten und Identifizieren von Objekten herausgefordert, die in einem Sack oder Karton bunt zusammengewürfelt sind.

- Die Kinästhetischen Wahrnehmungsspiele fußen auf  Körpersinnen wie dem sogenannten Muskelsinn, dem Bewegungssinn und dem Gleichgewichtssinn, welche die Körperlage im Raum und Lageveränderungen erfassen bzw. Bewegungsrichtungen steuern:[7] Kinästhetische Wahrnehmungsspiele stützen sich auf das sogenannte „Körpergefühl“, das etwa bei Balancierspielen auf schmalen, schwankenden, rollenden oder rotierenden Geräten besonders herausgefordert wird.

- Die Kognitiven Wahrnehmungsspiele befassen sich mit dem Erkennen von Sinnestäuschungen, die nur über das kritische Beobachten und Nachdenken zu enttarnen sind: Versteckte Geheimnisse in einem Bild, Rätselspiele, Verwirrspiele, widersprüchliche Kollagen verlangen rationales Denken und konzentriertes Hinsehen, um die Täuschungen zu entdecken.[8][9]

- Die Sozialen Wahrnehmungsspiele beziehen sich auf das gegenseitige Kennenlernen, Kommunizieren und Kooperieren in einer Spiel- oder Arbeitsgruppe.[10] Die sogenannten Kennenlernspiele, bei denen sich die Spielenden gegenseitig befragen, betrachten, betasten und über ihre Mimik und Gestik Gefühle und Ausdruckswünsche zu deuten versuchen, sind eine bekannte Untergruppe.[11] Das Schulwegspiel ist ein komplexes Spiel zur Wahrnehmungsschulung im Straßenverkehr, das die Beobachtung von Menschen und deren Verhalten zum Spielgegenstand macht und die Ergebnisse zu einem Brettspiel mit entsprechenden Aufgaben und Regeln verarbeiten lässt.

## Spielmaterialien und Spielgelände
Zum „Spielmaterial“ können alle Dinge und Gegenstände der Umwelt, aber auch interessante Personen und die Mitspieler werden, die sich zum Erfassen durch ein bestimmtes Sinnesorgan eignen. So kann ein Gegenstand mit einer differenzierten Oberflächenstruktur zur Aufgabe für die Tastorgane, ein Gegenstand mit Duftausstrahlung zur Aufgabe für das Riechorgan, kann das Identifizieren von Verkehrsgeräuschen zur Aufgabe für die Hörorgane werden. Als Spielfelder eignen sich unbegrenzt alle Aufenthaltsorte in Outdoor- und Indoorbereichen.

## Spielorganisationen
- Der Dunkelraum oder eine Sichtblende ermöglichen es den Spielenden, sich ohne visuelle Ablenkung auf das zu aktivierende Sinnesorgan, etwa die Nase oder die Zunge, zu konzentrieren.

- Memory-Spiele machen das Entdecken und Vergleichen  unterschiedlicher Sinneseindrücke zu einer Gedächtnisbeanspruchung, die als Einzelherausforderung, aber auch als Wettspiel angenommen und ausgetragen werden kann. So müssen beispielsweise bestimmte Gerüche, Geräusche, Tonfolgen, Gesichter oder Gegenstände aus einem größeren Arsenal an Angeboten wiedererkannt werden.

- Der Wahrnehmungsparcours ist eine Organisationsform unterschiedlicher Ausgestaltung, die einen Rundgang mit einer Reihe von Stationen vorsieht, an denen verschiedenartige Aufgaben zu lösen sind. Diese können taktiler, aber auch kinästhetischer oder sozialpsychologischer Art sein, etwa der Personenerkennung. Der sogenannte „Blind-Parcours“ leitet die Spielenden bei verbundenen Augen anhand eines Seils durch die Spielstrecke.

## Anwendungsfelder
Schon Kleinkinder bedienen sich, ihrem angeborenen Spieltrieb folgend, ihrer Sinnesorgane zum spielerischen Erkunden ihrer Umwelt: Sie betrachten, betasten, beschmecken alles, was ihnen interessant und neu erscheint und gestalten damit Wahrnehmungsspiele. Das Lernen über das „Begreifen“ im Sinne des „Anfassens“ gehört weiterhin zu den elementaren Lernformen wie dem „Learning by Doing“, dem „Lernen durch Tun“. Es bildet die Basis des Mehrdimensionalen Lernens in allen Bereichen der schulischen Ausbildung. Wahrnehmungsspiele sind unverzichtbar zum Erwerb von Verkehrskompetenz im Rahmen der Verkehrserziehung und des sozialen Lernens.  Die natürliche Neugier treibt noch den Forscher und Wissenschaftler zum spielerischen Experimentieren und Tüfteln mit Materialien und Problemen, die seinen Erkenntnistrieb reizen. Schließlich haben die Wahrnehmungsspiele auch ihren etablierten Platz in der Altenpflege und der Betreuung von Demenzkranken.

## Spielwert
Wahrnehmungsspiele haben bereits außerhalb jeden Nutzwertes ihren Sinn aufgrund der selbstlohnenden lustvollen Betätigung. Sie bedürfen deshalb keiner weiteren Rechtfertigung. Die Instrumentalisierung als didaktisch orientierte Lernhilfe gibt der Spielgattung eine zusätzliche, von außen herangetragene Zwecksetzung, die den Spielgedanken erweitert, aber nicht beschädigen muss, solange die ursprüngliche Bedeutung des Spiels als freie lustvolle Betätigung erhalten bleibt. Es geht bei diesen Spielen darum, mit den Wahrnehmungsorganen bewusst, gezielt und systematisch bestimmte Informationen aus der Umwelt aufzunehmen, kognitiv zu verarbeiten, zu entschlüsseln und zu benennen. Bei der Wahrnehmung erfolgt nämlich über den bloßen Sinneseindruck des Sehens, Hörens, Riechens, Schmeckens, Fühlens hinaus ein intellektuelles Erkennen und Deuten des mit den Sinnesfunktionen Erfassten.